# Brasekartofler
Brasekartofler eller brasede kartofler er en madret bestående af tynde skiver rå eller kogte kartofler stegt i fedt, spæk, smør eller vegetabilske olier. Bacon- og løgskiver er almindelige ekstra ingredienser. Salt og peber bruges altid til krydderier, mens kommen, havemerian, rosmarin eller hvidløg er valgfrit.